# Itsaso Arana Baztan
Itsaso Arana Baztan (Tafalla, Navarra; 20 d'agost de 1985) és una actriu navarresa.

## Trajectòria
Ha rodat el documental John y Gena. Ha participat en pel·lícules com Las altas presiones (2014), Acantilado (2016) i sèries como El don de Alba o Vergüenza. Al costat de Jonás Trueba ha protagonitzat La reconquista (2016) i ha escrit el llibret de la pel·lícula La virgen de agosto, estrenada el 2019.

## Filmografia

### Cinema
| Any  | Títol                    | Direcció               | Personatge |
| ---- | ------------------------ | ---------------------- | ---------- |
| 2008 | Hoy no se fía, mañana sí | Francisco Avizanda     | serventa   |
| 2014 | Las altas presiones      | Ángel Santos           | Alicia     |
| 2016 | Acantilado               | Helena Taberna         | Patricia   |
| 2016 | La reconquista           | Jonás Trueba           | Manuela    |
| 2019 | Diecisiete               | Daniel Sánchez Arévalo | Esther     |
| 2019 | La virgen de agosto      | Jonás Trueba           | Eva        |
| 2022 | Tenéis que venir a verla | Jonás Trueba           | Elena      |
| 2022 | La voluntaria            | Nely Reguera           | Caro       |
| 2023 | Las chicas están bien    | Itsaso Arana           | Itsaso     |

### Televisió
| Any         | Títol                                   | Canal               | Personatge        | Notes       |
| ----------- | --------------------------------------- | ------------------- | ----------------- | ----------- |
| 2008        | El comisario                            | Telecinco           |                   | 1 episodi   |
| 2008        | Eva y Kolegas                           | Neox                | Josune            | 21 episodis |
| 2011        | 14 de abril. La República               | La 1                |                   | 2 episodis  |
| 2011        | Ángel o demonio                         | Telecinco           |                   | 1 episodi   |
| 2011        | El asesinato de Carrero Blanco          | La 1                | Itziar            | 2 episodis  |
| 2012        | Hospital Central                        | Telecinco           | Professora Paloma | 1 episodi   |
| 2013        | El don de Alba                          | Telecinco           | Andrea Santos     | 13 episodis |
| 2014        | Prim, l'assassinat del carrer del Turco | La 1                | Josefa            | telefilm    |
| 2016        | Carlos, Rey Emperador                   | La 1                | María Manuela     | 1 episodi   |
| 2017 - 2020 | Vergüenza                               | #0                  | Verónica          | 10 episodis |
| 2018        | Los habitantes de la casa deshabitada   | La 1                | Silvia            | telefilm    |
| 2020        | Gente hablando                          | Atresplayer Premium |                   | 1 episodi   |
| 2020        | Alta mar                                | Netflix             | Anna              | 5 episodis  |
| 2020 - 2021 | Dime quién soy                          | #0                  | Edurne            | 9 episodis  |
| 2021        | Reyes de la noche                       | #0                  | Marga Laforet     | 6 episodis  |
| 2022        | Las de la última fila                   | Netflix             | Sara Yuste Bielsa | 6 episodis  |

## Guardons
| Any  | Premi        | Categoria                                 | Producció         | Resultat | Ref.  |
| ---- | ------------ | ----------------------------------------- | ----------------- | -------- | ----- |
| 2022 | Premis Feroz | Millor actriu de repartiment en una sèrie | Reyes de la noche | Nominada | [ 3 ] |